# Прцич, Саньин
Са́ньин Прцич (босн. Sanjin Prcić; родился 20 ноября 1993 года в Бельфор, Франция) — боснийский футболист, полузащитник. Выступал за сборную Боснии и Герцеговины.

## Клубная карьера

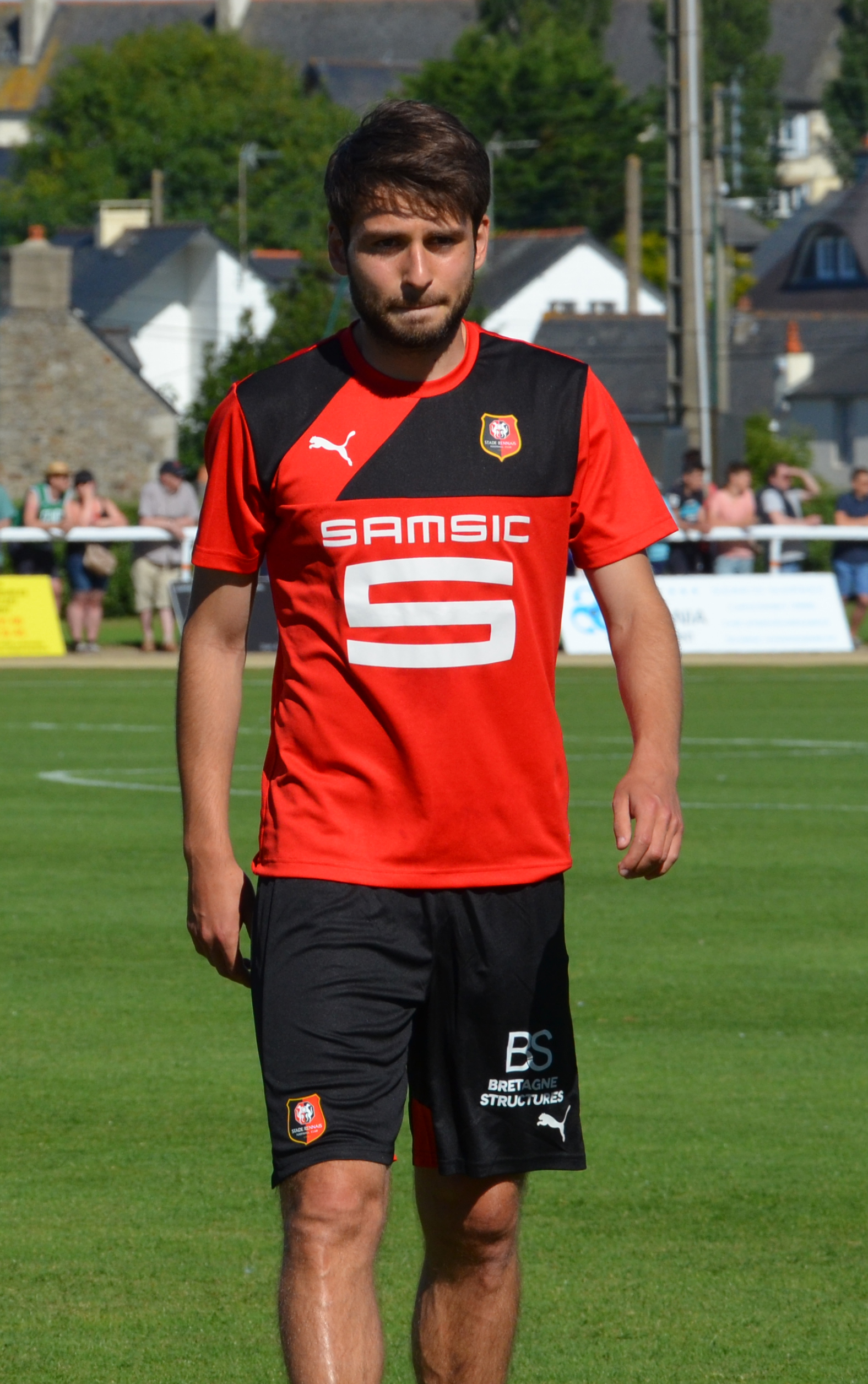
Прцич в составе «Ренна»

Прцич родился во Франции и начал заниматься футболом в академии клуба «Сошо». 31 августа 2013 года в матче против «Аяччо» он дебютировал в Лиге 1. 30 октября в поединке Кубка французской лиги против «Монпелье» Саньин забил свой первый гол за «Сошо». По окончании дебютного сезона Прцич перешёл в «Ренн». Сумма трансфера составила 1 млн. евро. 16 августа в матче против «Эвинана» он дебютировал за новый клуб. 25 апреля 2015 года в поединке против «Ниццы» Прцич забил свой первый гол за «Ренн».
Летом 2015 года Прцич для получения игровой практики на правах аренды перешёл в итальянский «Торино». 25 октября в матче против «Лацио» он дебютировал в итальянской Серии A. В начале 2016 года Саньин вновь был отдан в аренду, его новой командой стала «Перуджа». 6 февраля в матче против «Специи» он дебютировал в итальянской Серии B. 5 марта в поединке против «Тернаны» Прцич забил свой первый гол за «Перуджу». После окончания аренды он вернулся в «Ренн».
Летом 2018 года Прцич перешёл в испанский «Леванте». 17 августа в матче против «Бетиса» он дебютировал в Ла Лиге.

## Международная карьера
4 сентября 2014 года в товарищеском матче против сборной Лихтенштейна Прцич дебютировал за сборную Боснии и Герцеговины.